# Witold Nieciecki

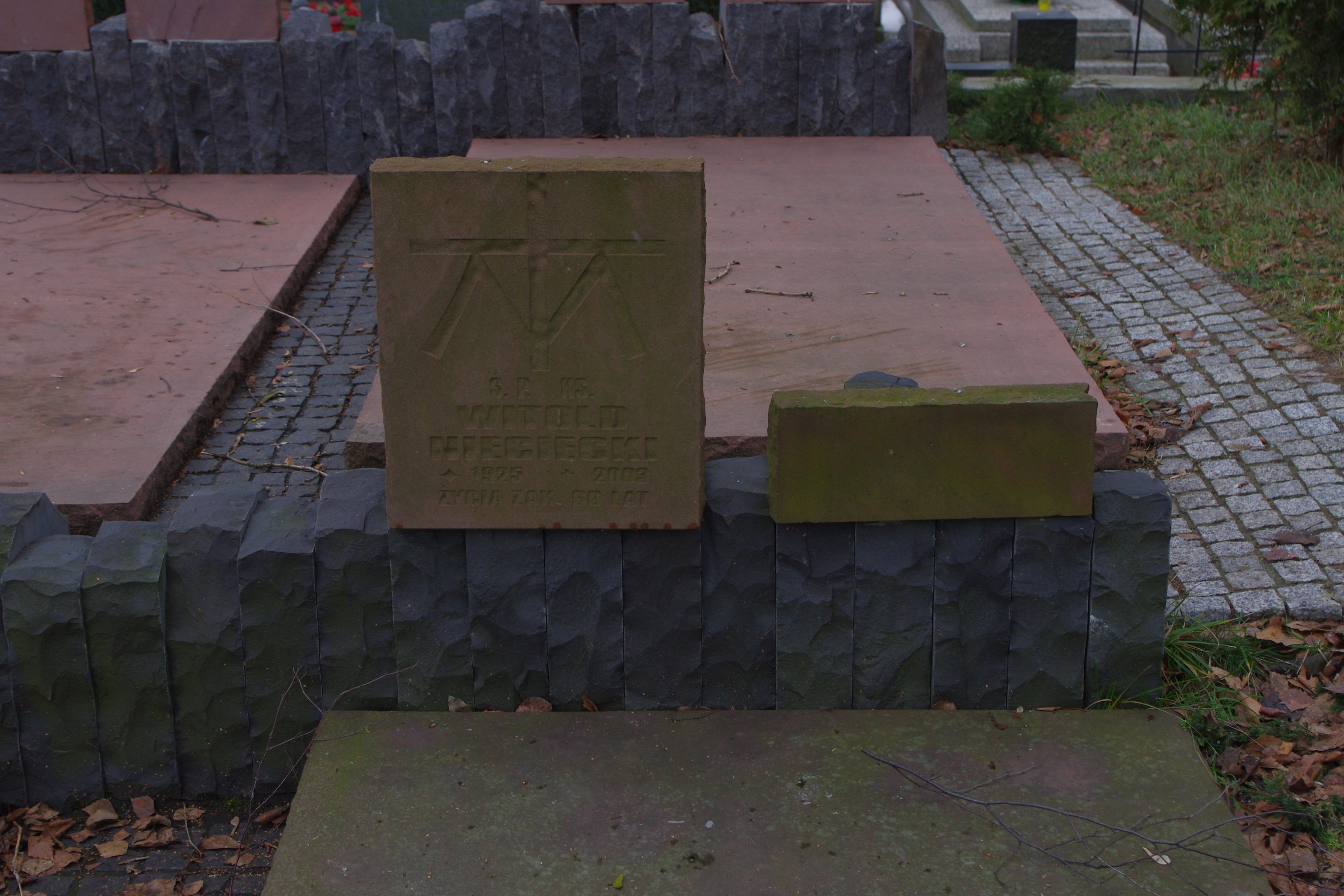
Grób prowinciała marianów Witolda Niecieckiego w Kwaterze Braci Marianów na cmentarzu Wawrzyszewskim w Warszawie

Witold Nieciecki (ur. 1 marca 1925 w Wilnie, zm. 28 czerwca 2003) – polski duchowny katolicki, marianin, wieloletni prowincjał, autor prac teologicznych.

## Życiorys
Pochodził ze szlacheckiej rodziny inteligenckiej, był synem Stefana i Janiny z domu Cecylian. Do Zgromadzenia Księży Marianów wstąpił w 1943, dwa lata później w Warszawie zdał egzamin dojrzałości i podjął studia w Instytucie Filozoficzno-Teologicznym Księży Marianów. Studiował także na Wydziale Teologicznym Uniwersytetu Warszawskiego (do 1952). Na księdza został wyświęcony 17 grudnia 1950. W latach 1960–1964 uzupełniał studia na Wydziale Teologicznym Katolickiego Uniwersytetu Lubelskiego, zdobywając dyplom licencjata w zakresie teologii moralnej.
Był przez wiele lat ojcem duchownym kleryków mariańskich, prowadził rekolekcje dla kapłanów i osób konsekrowanych. Przez dwanaście lat (1969–1981) pełnił funkcję prowincjała marianów w Polsce. Zajmował się dostosowaniem konstytucji zgromadzenia do uchwał Soboru Watykańskiego II. Ogłosił szereg publikacji z zakresu duchowości marianów, m.in. opracowanie Główne cechy duchowości Zgromadzenia Księży Marianów w świetle konstytucji mariańskich z 1930 r. (Rzym 1965). Artykuły biograficzne poświęcił księżom Władysławowi Łysikowi i Zygmuntowi Trószyńskiemu (Przeszli dobrze czyniąc, w: "Przewodnik Katolicki", 1966, nr 33) oraz arcybiskupowi Jerzemu Matulewiczowi (Sługa Boży arcybiskup Jerzy Matulewicz, w: "Homo Dei", 1967). Znaczna większość prac ks. Niecieckiego ukazała się w wewnętrznym miesięczniku Kurii Prowincjalnej Księży Marianów "Immaculata", część z nich opublikowano już po śmierci autora w zbiorze W poszukiwaniu mariańskiej drogi (Licheń 2004) pod redakcją naukową ks. Janusza Kumali.
Zmarł 28 czerwca 2003, pochowany został na cmentarzu Wawrzyszewskim w Warszawie.